# Parasesarma luomi
Parasesarma luomi is een krabbensoort uit de familie van de Sesarmidae. De wetenschappelijke naam van de soort is voor het eerst geldig gepubliceerd in 1982 door Serène.